# Paul Olaf Bodding

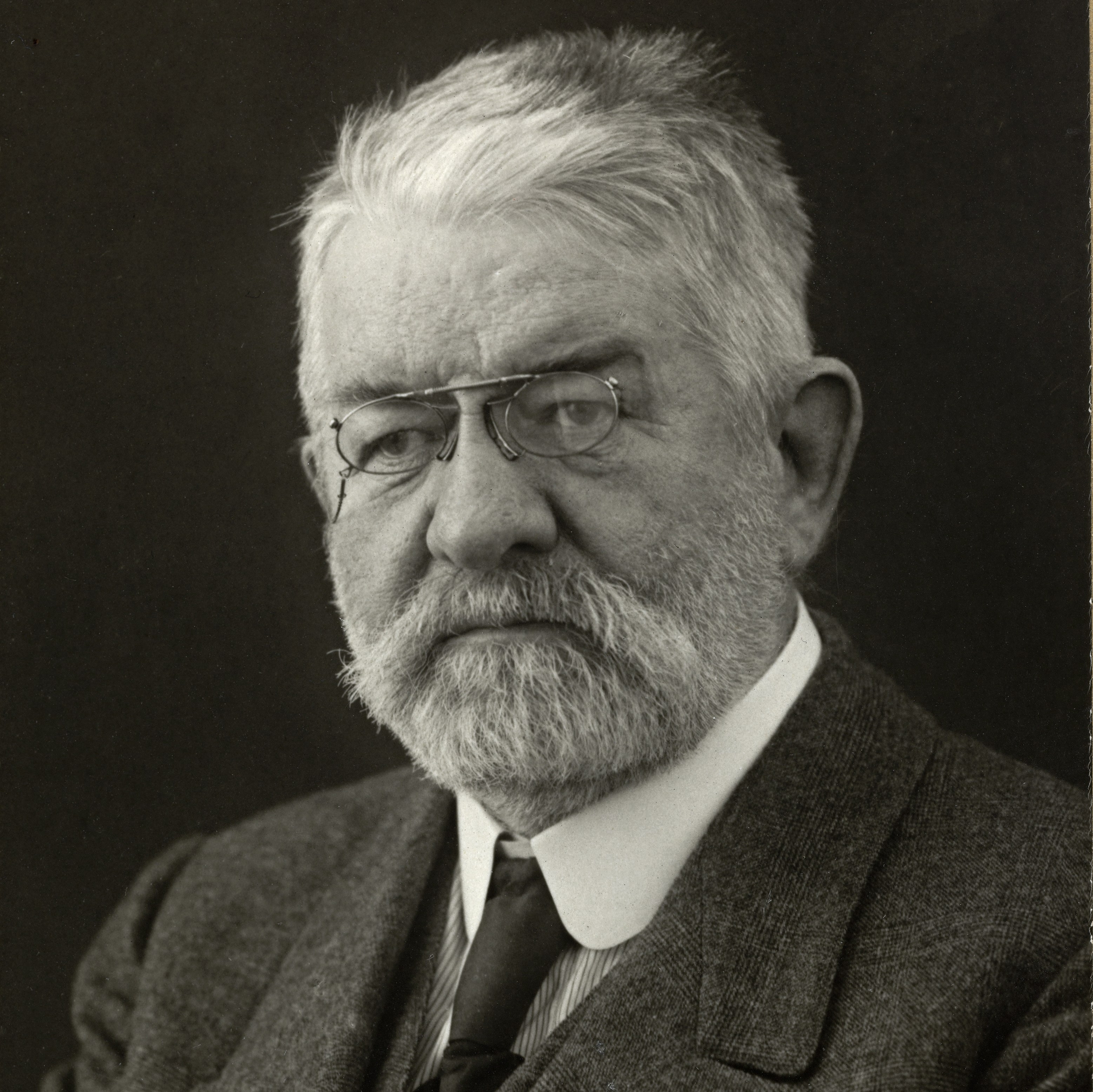
Paul Olaf Bodding

Paul Olaf Bodding (* 2. November 1865 in Gjøvik, Norwegen; † 25. September 1938 in Odense, Dänemark) war ein norwegischer Missionar und Sprachwissenschaftler.

## Leben
Paul Olaf Bodding, Sohn eines Buchhändlers, studierte in Oslo Theologie und wurde unter dem Einfluss von Lars Olsen Skrefsrud Missionar. Seit 1889 wirkte er in Indien 44 Jahre im Dienst der Santalmission, deren Leiter er 1910 als Nachfolger Skrefsruds wurde. Bodding übersetzte die Bibel in die Santalisprache (1914 vollendet) und widmete sich in den letzten 20 Jahren seines Aufenthalts in Indien fast ausschließlich literarischen und sprachwissenschaftlichen Arbeiten.

## Werke in Auswahl
- Materials for a Santali Grammar I. Dumka 1922.
- A Chapter of Santal Folklore. Oslo 1924.
- Santal Folk Tales. (3 Bände (1925–1929)).
- Studies in Santal Medicine and Connected Folklore. (3 Bände (1925–1940)).
- A Santal Dictionary. (5 Bände (1933–1936)).
- Santal Riddles and Witchcraft among the Santals. 1940.